# Chuy (vùng)
Vùng Chuy (tiếng Kyrgyzstan: Чүй областы, tiếng Nga: Чуйская область) là một vùng (oblast) của Kyrgyzstan. Vùng lỵ đóng ở thành phố Bishkek nhưng từ năm 2003 đến tháng 5 năm 2006 dời đến Tokmok. Vùng này giáp các vùng: phía bắc giáp các tỉnh Nam Kazakhstan, Zhambyl và Almaty của Kazakhstan, Issyk Kul, Naryn, vùng Jalal-Abad, vùng Talas.

## Các huyện
Vùng này được phần thành các huyện.
| Huyện            | Huyện lỵ          | Dân số (2006) |
| ---------------- | ----------------- | ------------- |
| Kemin            | Kemin             | 50.900        |
| Chuy             | Chuy              | 42.261        |
| Thành phố Tokmok | Tokmok            | 58.000        |
| Ysyk-Ata         | Kant              | 125.856       |
| Alamudun         | Lebedinovka       | 111.783       |
| Sokuluk          | Sokuluk           | 136.543       |
| Moskovsky        | Belovodskoe       | 81.812        |
| Jaiyl            | Kara-Balta        | 94.428 (2009) |
| Panfilov         | Kayyngdy (Каинда) | 40.451        |